# District de Kiên Hải
Kiên Hải est un district rural de la province de Kiên Giang dans le delta du Mékong au sud du Viêt Nam. 

## Géographie
La superficie du district de Kiên Hải est de 28 km2. 
Le chef-lieu du district est Kiên Hải.